# Chicago Seven
I Chicago Seven sono stati un gruppo di attivisti (Abbie Hoffman, Jerry Rubin, David Dellinger, Tom Hayden, Rennie Davis, John Froines e Lee Weiner) accusati dal governo federale degli Stati Uniti di associazione a delinquere, istigazione alla sommossa e altri reati relativi agli scontri tra manifestanti e polizia avvenuti a Chicago durante la Convention del Partito Democratico del 1968. Il gruppo è anche noto come Chicago Eight, visto che per un breve periodo un ottavo uomo, il leader dell'organizzazione rivoluzionaria nota con il nome delle Pantere Nere Bobby Seale, fu accusato e mandato a processo insieme agli altri.
Il processo ai Chicago Seven, durato dal settembre 1969 al febbraio 1970, si trovò al centro di un acceso dibattito nazionale a causa della sua presunta natura di processo farsa motivato dal fatto che gli imputati ricoprissero ruoli di spicco all'interno del movimento controculturale e di opposizione alla guerra del Vietnam più che da una loro reale colpevolezza o complicità. Al termine del processo, cinque imputati vennero riconosciuti colpevoli di istigazione alla sommossa, mentre vennero tutti assolti dall'accusa di associazione a delinquere; inoltre, il giudice condannò tutti gli imputati e il loro avvocato William Kunstler a pene severe per oltraggio alla corte. Tuttavia, tali accuse furono successivamente revocate e, nel 1972, la corte d'appello prosciolse gli imputati da tutte le accuse.

## Storia
Il Congresso dei Democratici di Chicago del 1968, che ha visto Hubert Humphrey candidato alle elezioni presidenziali, fu interrotto il 28 agosto da una manifestazione contro l'allora presidente in carica, il democratico Lyndon Johnson e contro la guerra del Vietnam. Diverse migliaia di manifestanti, alcuni di essi militanti dello Youth International Party, infransero il coprifuoco indetto nella zona dell'International Amphitheatre, dove si doveva tenere la convention, ma furono bloccati dalla polizia, che usò lacrimogeni e manganelli. Il violento scontro fu filmato e trasmesso nei notiziari televisivi. I manifestanti Yippies volevano candidare provocatoriamente un maiale chiamato "Pigasus the Immortal" alla Presidenza per i Democratici.
In seguito agli scontri, il gran giurì federale accusò sette leader della protesta e Bobby Seale, che a Chicago era stato solo poche ore, di istigazione alla sommossa sulla base del Civil Rights Act e di associazione a delinquere (conspiracy). Il procuratore generale Ramsey Clark, considerando che la violenza era stata suscitata principalmente dalle azioni delle polizia di Chicago, rinviò il processo, che fu però avviato dopo l'ascesa al potere di Richard Nixon.
Il processo ebbe inizio il 20 marzo 1969. All'inizio del processo, Bobby Seale bersagliò ripetutamente di insulti il giudice Julius Hoffman, che lo fece legare ed imbavagliare per poi ordinare che il suo caso fosse separato da quello degli altri sette attivisti; Seale fu successivamente condannato a quattro anni di prigione per oltraggio.
Il 18 febbraio 1970, i sette imputati restanti furono prosciolti dalle accuse di cospirazione. Cinque di loro, Hoffman, Rubin, Dellinger, Hayden e Davis furono ritenuti colpevoli di avere attraversato il confine dello Stato con finalità di incitamento alla rivolta e furono condannati a cinque anni di carcere e multati per 5000 dollari. 
Il 21 novembre 1972, le condanne furono ribaltate dalla Corte d'Appello degli Stati Uniti, che ritenne che il giudice Hoffman non avesse tenuto conto dei pregiudizi culturali o razziali di alcuni giurati. Durante il processo, tutti gli imputati e due avvocati della difesa, tra cui il celebre legale William Kunstler, furono accusati di oltraggio alla corte e condannati, ma anche queste sentenze furono annullate.

## Nella cultura di massa
La vicenda del processo intentato contro i Chicago Seven è il soggetto principale del film del 2020 Il processo ai Chicago 7, scritto e diretto dal regista statunitense Aaron Sorkin.